# 山西晋能集团有限公司
37°47′31″N 112°33′14″E / 37.79197°N 112.55380°E
山西晋能集团有限公司，简称晋能集团，成立于1999年，是山西省电力公司管理下的企业集团。目前主要经营铁合金及电解铝生产、合金及矿产品贸易、电网相关产品和服务、煤炭及火力发电、房地产及物业服务等。